# Карвенське-Блото-Перше
Карвенське-Блото-Перше (пол. Karwieńskie Błoto Pierwsze) — село в Польщі, у гміні Крокова Пуцького повіту Поморського воєводства.
Населення — 570 осіб (2011).
У 1975-1998 роках село належало до Гданського воєводства.

## Демографія
Демографічна структура станом на 31 березня 2011 року:
|          | Загалом | Допрацездатний вік | Працездатний вік | Постпрацездатний вік |
| -------- | ------- | ------------------ | ---------------- | -------------------- |
| Чоловіки | 298     | 94                 | 194              | 10                   |
| Жінки    | 272     | 70                 | 171              | 31                   |
| Разом    | 570     | 164                | 365              | 41                   |